# Herbert Douglas
Herbert Douglas   (Pittsburgh, 9 de març de 1922 - Pittsburgh, 22 d'abril de 2023), sovint conegut com a Herb Douglas va ser un atleta estatunidenc, especialista en el salt de llargada, que va competir durant la dècada de 1940.
Douglas es va graduar a la Taylor Allderdice High School de Pittsburgh el 1940. Va ser el primer jugador de bàsquet negre d'Allderdice. Va estudiar a la Universitat Xavier de Louisiana i la Universitat de Pittsburgh, on va destacar en diferents proves d'atletisme. Va guanyar la prova del salt de llargada a l'aire lliure de l'AAU el 1945 i en pista coberta el 1947 i el 1949. A l'IC4A va guanyador a l'aire lliure el 1946 i tres vegades en pista coberta.
El 1948 va prendre part en els Jocs Olímpics d'Estiu de Londres, on guanyà la medalla de bronze en la prova del salt de llargada del programa d'atletisme.
El març de 2022 va fer 100 anys i va morir a Pittsburgh el 22 d'abril de 2023, amb de 101 anys. El 2009 va ser inclòs al saló de la fama d'antics alumnes de Taylor Allderdice High School.

## Millors marques
- 100 metres. 10.5" (1948)
- Salt de llargada. 7,69 m (1948)[6]